# 光核反応
光核反応(ひかりかくはんのう、photonuclear reaction)とは高エネルギーのガンマ線(光子)を原子核に照射したときに起こる核反応の事である。
起こりうる核反応はガンマ線のエネルギーや標的核の性質などにも依存するが、核子やアルファ線や重陽子といった粒子放射線を放出したり、ガンマ線散乱や巨大共鳴といった反応引き起こす事もある。ガンマ線エネルギーが大きくなれば、パイ中間子やK中間子などを放出する事もある。
光核反応は強い力や弱い力を媒介とする他の核反応と異なり比較的良くわかっている電磁相互作用である為、核構造の性質なども得る事ができる。